# Seven Harmonies Of Unknown Truths
Seven Harmonies Of Unknown Truths es la segunda demo de la disuelta banda noruega de black metal, Ildjarn. Estuvo limitado a tan solo 25 copias. En esta demo, las canciones no tienen título, así que se denominan simplemente "sín título" o en inglés "untitled".
Existe un bootleg de unas supuestas grabaciones del antiguo grupo de Varg Vikernes, Uruk-hai, el cual contiene todas las canciones de esta demo con una introducción de teclado cada una. Obviamente las grabaciones son falsas, Uruk-hai nunca grabó nada.

## Lista de canciones
- Pista 1 - 5:44
- Pista 2 - 4:08
- Pista 3 - 3:22
- Pista 4 - 2:41
- Pista 5 - 2:39
- Pista 6 - 1:39
- Pista 7 - 4:03

## Créditos
- Vidar Vaaer (Ildjarn)  - Guitarra, bajo y batería.
- Tomas Thormodsæter Haugen (Samoth) - Voz

- Datos: Q11703783